# Медика (гміна)
Гміна Медика (пол. Gmina Medyka) — сільська гміна у східній Польщі, на межі з Україною. Належить до Перемишльського повіту Підкарпатського воєводства. До 15 травня 1948 року район, належав Дрогобицькій області УРСР СССР.
Станом на 31 грудня 2011 у гміні проживало 6374 особи.

## Площа
Згідно з даними за 2007 рік площа гміни становила 60.67 км², у тому числі:
- орні землі: 82.00%
- ліси: 1.00%

Таким чином, площа гміни становить 5.00% площі повіту.

## Населення
Станом на 31 грудня 2011:
| Опис     | Загалом | Загалом | Чоловіки | Чоловіки | Жінки | Жінки |
| -------- | ------- | ------- | -------- | -------- | ----- | ----- |
| одиниця  | осіб    | %       | осіб     | %        | осіб  | %     |
| все      | 6374    | 100     | 3182     | 49.92    | 3192  | 50.08 |
| міське   | 0       | 100     | 0        |          | 0     |       |
| сільське | 6374    | 100     | 3182     | 49.92    | 3192  | 50.08 |

## Населені пункти
- Вірочко (пол. Hureczko)
- Гурко (пол. Hurko)
- Лешно (Підкарпатське воєводство) (województwo podkarpackie)}}
- Медика (пол. Medyka)
- Селиська (пол. Siedliska (powiat przemyski))
- Торки (пол. Torki)
- Яксманичі (пол. Jaksmanice)

## Історія
Об'єднана сільська гміна Медика Перемишльського повіту Львівського воєводства утворена 1 серпня 1934 р. внаслідок об'єднання двох дотогочасних (збережених від Австро-Угорщини) громад сіл (гмін): Медика і Шегині.
1939 року територія гміни включена до складу УРСР, увійшла до новоутвореної Дрогобицької області. Був утворений Медиківський район. Західна частина району з селом Медика 1948 року була віддана Польщі, Шегині натомість залишились у складі СРСР.

## Сусідні гміни
Гміна Медика межує з такими гмінами: Журавиця, Перемишль, Стубно.